# Pro Patria Finlandia
Pro Patria Finlandia – dziewiąty album studyjny fińskiej grupy black metalowej Impaled Nazarene. Album dotarł do 38. miejsca fińskiej listy sprzedaży.

## Lista utworów
1. Weapons to Tame a Land - 3:53
2. Something Sinister - 2:53
3. Goat Sodomy - 2:22
4. Neighbouricide - 3:39
5. One Dead Nation Under Dead God - 3:48
6. For Those Who Have Fallen - 3:43
7. Leucorrhea - 0:43
8. Kut - 2:47
9. This Castrated World - 3:16
10. Psykosis - 3:15
11. Contempt - 1:37
12. I Wage War - 2:11
13. Cancer - 0:56
14. Hate-Despise-Arrogance - 3:04

## Twórcy
- Tuomo "Tuomio" Louhio - gitara prowadząca
- Jarno Anttila - gitara rytmiczna
- Mika Luttinen - wokal
- Mikael Arnkil - gitara basowa
- Reima Kellokoski - perkusja